# Guitar Hero
A Guitar Hero egy 2006. április 7-én megjelent zenei típusú játék, mely PlayStation 2, PlayStation 3, PC, Xbox 360, Nintendo Wii, Nintendo DS platformokon játszható. Fejlesztője a Harmonix Music Systems, kiadja a Red Octane.

## A játékról
A játék, amely egy évvel ezelőtt számtalan díjat és helyenként még az év játéka elismerést is begyűjtötte magának,számtalan díjat és helyenként még az év játéka elismerést is begyűjtötte magának[forrás?] a Red Octane kiadó és a Harmonix fejlesztőinek agyából pattant ki, akik ezelőtt leginkább a hasonló ritmusérzékre épülő karaoke játékaikról voltak ismertek.
Néhány hiányzó alapművet leszámítva nagy zenei választékot kínál, több híres rockmuzsika megtalálható sok underground együttes számaival együtt. A majdnem ötven számot számláló választékban olyan zenekarok vannak, mint például a Deep Purple, Judas Priest, Jimi Hendrix, Black Sabbath, Megadeth, Queen, Kansas, Red Hot Chili Peppers, ZZ Top, Blue Oyster Cult, Dragonforce.
Négy nehézségi fokozat közül választhatunk (az újakban már 5 fokozat található, dobhoz 6). A nehézségi fokozatok közti különbséget részben a kották lepörgésének sebessége, illetve a lefogandó húrok száma teszi ki. Míg a legkönnyebb fokozaton minden számhoz elég csak az első három húr lefogása, addig Hard és Expert fokozaton már mind az öt húr között kell váltani, néha nagyon nagy sebességgel.

## Játékmenet
A játékot bundle-csomag formájában lehet kapni. A játékmechanika egyszerű. A képernyőn egy virtuális gitárnyakat láthatunk, amin fentről lefelé haladva, nehézségi fokozattól függően gyorsabban, vagy lassabban, illetve 3-5 különböző, a gitárhúrokat szimbolizáló hangok érkeznek. Ezeket időben kell eltalálni a játékosnak, a megfelelő húrokat helyettesítő 5 gomb egyikének, vagy több gomb kombinációjának lenyomásával. Természetesen minden lejátszott hanghoz, a nyakon való húr lefogásán túl egyszer meg kell pendítenünk a húrokat helyettesítő gombot is.
Ha jól csináljuk, a rajongókkal együtt tombolhatunk a különböző legendás rock számokra. Ha viszont sorozatosan hibázunk, akkor csak szánalmas gitárhangokat, és egy idő után a türelmét elveszítő tömeg hangos robajlását fogjuk hallani. Emellett minden szám során érkeznek speciális energiával töltött hangok is, amiket ha sorban hiba nélkül leütünk, kapunk értük egy kis sztár energiát jutalmul, amiből ha kellő mennyiségnyit összegyűjtöttünk, a gitárunk függőlegesbe való döntésével a közönség nagyobb ovációját érhetjük el.
Három játékmód közül választhatunk: quick play, carrier mode és multiplayer.
- A quick play-ben alapból 2x5 számból álló setlistet játszhatunk kedvünkre, a négy nehézségi fokozat egyikén, amely után az eredményünket a helyi WC falára örökíthetjük meg.
- A számok listáját karrier módban megnyitott, illetve a koncertekből keresett pénzünkből vásárolt számokkal bővíthetjük tovább. A karrier módban célunk nem is lehet más, mint a jogosan megérdemelt "gitár hős" cím elérése. Ehhez alapból hat karakterből és három fajta gitárból választhatunk, amiket játék során bármikor kedvünk szerint cserélhetünk. A koncerteken keresett pénzből a közepestől fölfelé található nehézségi fokozatokon új gitárokat, gitármintákat, számokat, videókat és két új karaktert vásárolhatunk. A megvásárolt javakat csak azon a nehézségi fokozaton használhatjuk, amelyiken megvásároltuk őket.

## Játéklista
| Kiadás dátuma         | Cim                               | Kiadó(k)                                                                                     | Platform | Platform | Platform | Platform | Platform | Platform | Platform | Platform | Platform | Platform |
| Kiadás dátuma         | Cim                               | Kiadó(k)                                                                                     | PS2      | PS3      | 360      | Wii      | Win      | Mac      | DS       | 3DS      | Phone    | Other    |
| --------------------- | --------------------------------- | -------------------------------------------------------------------------------------------- | -------- | -------- | -------- | -------- | -------- | -------- | -------- | -------- | -------- | -------- |
| Main Games            |                                   |                                                                                              |          |          |          |          |          |          |          |          |          |          |
| 2005                  | Guitar Hero                       | Harmonix                                                                                     | Igen     | Nem      | Nem      | Nem      | Nem      | Nem      | Nem      | Nem      | Nem      | Nem      |
| 2006 (PS2) 2007 (360) | Guitar Hero II                    | Harmonix                                                                                     | Igen     | Nem      | Igen     | Nem      | Nem      | Nem      | Nem      | Nem      | Nem      | Nem      |
| 2007                  | Guitar Hero III: Legends of Rock  | Neversoft (360/PS3) Aspyr Media (Windows/Mac) Vicarious Visions (Wii) Budcat Creations (PS2) | Igen     | Igen     | Igen     | Igen     | Igen     | Igen     | Nem      | Nem      | Nem      | Nem      |
| 2008                  | Guitar Hero World Tour            | Neversoft (360/PS3) Aspyr Media (Windows/Mac) Vicarious Visions (Wii) Budcat Creations (PS2) | Igen     | Igen     | Igen     | Igen     | Igen     | Igen     | Nem      | Nem      | Nem      | Nem      |
| 2009                  | Guitar Hero 5                     | Neversoft (360/PS3) Vicarious Visions (Wii) Budcat Creations (PS2) Aspyr Media               | Igen     | Igen     | Igen     | Igen     | Nem      | Igen     | Nem      | Nem      | Nem      | Nem      |
| 2010                  | Guitar Hero: Warriors of Rock     | Neversoft (360/PS3) Vicarious Visions (Wii)                                                  | Nem      | Igen     | Igen     | Igen     | Nem      | Nem      | Nem      | Nem      | Nem      | Nem      |
| Band-centric Games    |                                   |                                                                                              |          |          |          |          |          |          |          |          |          |          |
| 2008                  | Guitar Hero: Aerosmith            | Neversoft (360/PS3) Aspyr Media (Windows/Mac) Vicarious Visions (Wii) Budcat Creations (PS2) | Igen     | Igen     | Igen     | Igen     | Igen     | Igen     | Nem      | Nem      | Nem      | Nem      |
| 2009                  | Guitar Hero: Metallica            | Neversoft (360/PS3) Budcat Creations (Wii/PS2)                                               | Igen     | Igen     | Igen     | Igen     | Nem      | Igen     | Nem      | Nem      | Nem      | Nem      |
| 2009                  | Guitar Hero: Van Halen            | Neversoft Budcat Creations Underground Development                                           | Igen     | Igen     | Igen     | Igen     | Nem      | Nem      | Nem      | Nem      | Nem      | Nem      |
| Expansion Games       |                                   |                                                                                              |          |          |          |          |          |          |          |          |          |          |
| 2007                  | Guitar Hero Encore: Rocks the 80s | Harmonix                                                                                     | Igen     | Nem      | Nem      | Nem      | Nem      | Nem      | Nem      | Nem      | Nem      | Nem      |
| 2009                  | Guitar Hero Smash Hits            | Beenox Studios                                                                               | Igen     | Igen     | Igen     | Igen     | Nem      | Nem      | Nem      | Nem      | Nem      | Nem      |
| 2009                  | Band Hero                         | Neversoft (360/PS3) Vicarious Visions (Wii/DS) Budcat Creations (PS2)                        | Igen     | Igen     | Igen     | Igen     | Nem      | Nem      | Igen     | Nem      | Nem      | Nem      |
| DJ Hero               |                                   |                                                                                              |          |          |          |          |          |          |          |          |          |          |
| 2009                  | DJ Hero                           | FreeStyleGames                                                                               | Igen     | Igen     | Igen     | Igen     | Nem      | Nem      | Nem      | Nem      | Nem      | Nem      |
| 2010                  | DJ Hero 2                         | FreeStyleGames                                                                               | Nem      | Igen     | Igen     | Igen     | Nem      | Nem      | Nem      | Nem      | Nem      | Nem      |
| TBA                   | DJ Hero 3D                        | FreeStyleGames                                                                               | Nem      | Nem      | Nem      | Nem      | Nem      | Nem      | Nem      | Igen     | Nem      | Nem      |
| Portable Games        |                                   |                                                                                              |          |          |          |          |          |          |          |          |          |          |
| 2008                  | Guitar Hero: On Tour              | Vicarious Visions                                                                            | Nem      | Nem      | Nem      | Nem      | Nem      | Nem      | Igen     | Nem      | Nem      | Nem      |
| 2008                  | Guitar Hero On Tour: Decades      | Vicarious Visions                                                                            | Nem      | Nem      | Nem      | Nem      | Nem      | Nem      | Igen     | Nem      | Nem      | Nem      |
| 2009                  | Guitar Hero On Tour: Modern Hits  | Vicarious Visions                                                                            | Nem      | Nem      | Nem      | Nem      | Nem      | Nem      | Igen     | Nem      | Nem      | Nem      |
| Mobile Series         |                                   |                                                                                              |          |          |          |          |          |          |          |          |          |          |
| 2007                  | Guitar Hero III Mobile            | Machineworks Northwest                                                                       | Nem      | Nem      | Nem      | Nem      | Nem      | Nem      | Nem      | Nem      | Igen     | Nem      |
| 2008                  | Guitar Hero III Backstage Pass    | Machineworks Northwest                                                                       | Nem      | Nem      | Nem      | Nem      | Nem      | Nem      | Nem      | Nem      | Igen     | Nem      |
| 2008                  | Guitar Hero World Tour Mobile     | Machineworks Northwest                                                                       | Nem      | Nem      | Nem      | Nem      | Nem      | Nem      | Nem      | Nem      | Igen     | Nem      |
| 2009                  | Guitar Hero 5 Mobile              | Glu Mobile                                                                                   | Nem      | Nem      | Nem      | Nem      | Nem      | Nem      | Nem      | Nem      | Igen     | Nem      |
| Other                 |                                   |                                                                                              |          |          |          |          |          |          |          |          |          |          |
| 2007                  | Guitar Hero Carabiner             | Basic Fun, Inc.                                                                              | Nem      | Nem      | Nem      | Nem      | Nem      | Nem      | Nem      | Nem      | Nem      | Igen     |
| 2009                  | Guitar Hero Arcade                | Raw Thrills                                                                                  | Nem      | Nem      | Nem      | Nem      | Nem      | Nem      | Nem      | Nem      | Nem      | Igen     |
| 2010                  | Guitar Hero (iOS)                 | Vicarious Visions                                                                            | Nem      | Nem      | Nem      | Nem      | Nem      | Nem      | Nem      | Nem      | Igen     | Igen     |

- Végül pedig ott van a multiplayer lehetőség, ahol egy plusz gitár vásárlásával akár ketten is játszhatjuk ugyanazt a számot, leosztott kottákkal.

## Külső hivatkozások
- Hivatalos oldal
- guitarhero.lap.hu